# 斯氏結耙非鯽
斯氏結耙非鯽，為輻鰭魚綱鱸形目隆頭魚亞目慈鯛科的其中一種，分布於非洲剛果河中游流域，體長可達6.8公分，棲息在底中層水域，生活習性不明。

## 擴展閱讀
維基物種上的相關：斯氏結耙非鯽